# Wilhelm Holtz
Wilhelm Holtz (ur. 15 października 1836 w Saatel w Meklemburgii, zm. 27 września 1913 w Greifswaldzie), niemiecki fizyk i wynalazca maszyny elektroinfluencyjnej zwanej też maszyną Holtza.

## Życiorys

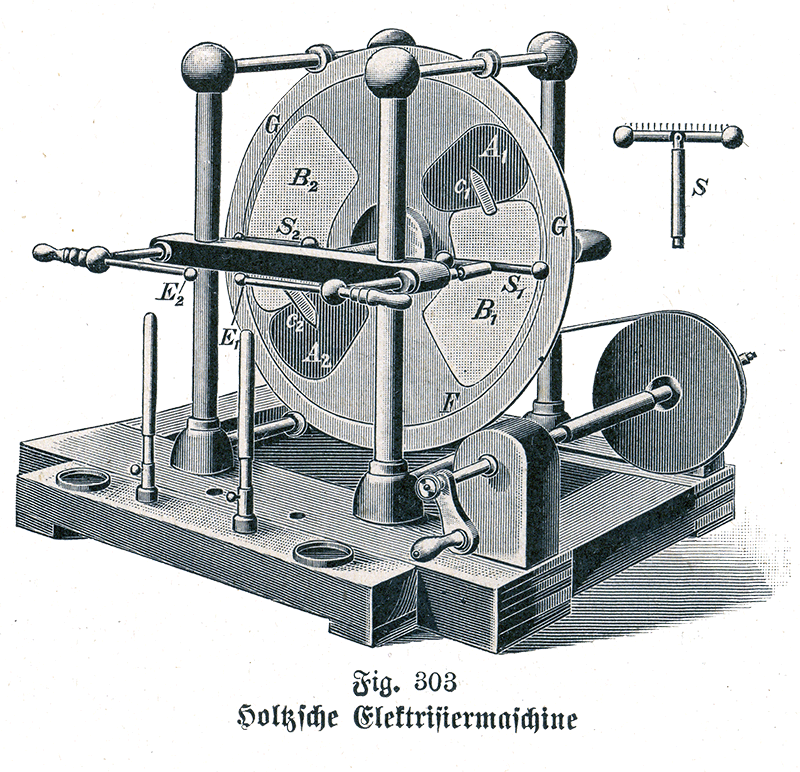
maszyna Holtza

Jako syn właściciela ziemskiego studiował od 1857 do 1862 fizykę i inne nauki przyrodnicze w Berlinie, Dijon i Edynburgu. Później eksperymentował w Berlinie z elektrycznością, dzięki czemu w 1865 udało mu się udoskonalić maszynę elektrostatyczną; swój wynalazek nazwał maszyną elektroinfluencyjną.
Doktoryzował się w 1869 na uniwersytecie w Halle, potem pracował jako asystent na uniwersytecie w Greifswaldzie; tu też się habilitował, tu pracował jako docent, a w 1884 został profesorem. Przeszedł na emeryturę w 1910.